# Lebedodes durbanica
Lebedodes durbanica is een vlinder uit de familie van de houtboorders (Cossidae). De wetenschappelijke naam van de soort is voor het eerst geldig gepubliceerd in 1910 door George Francis Hampson. De soort komt voor in Zuid-Afrika, in de omgeving van Durban.